# Мегингъёрд
Мегингъёрд (в др.-сканд. языке megingjǫrð , что означает «пояс силы») —  в скандинавской мифологии пояс, который носил Тор. Древнескандинавское имя мегин означает власть или силу, а гьерд означает пояс. Согласно «Эдде в прозе», пояс является одним из трех основных предметов собственности Тора, наряду с молотом Мьёльниром и железными перчатками Ярнгрейпр. Считается, что при ношении пояс удваивает и без того огромную силу Тора.

## Мегингъёрд в творчестве

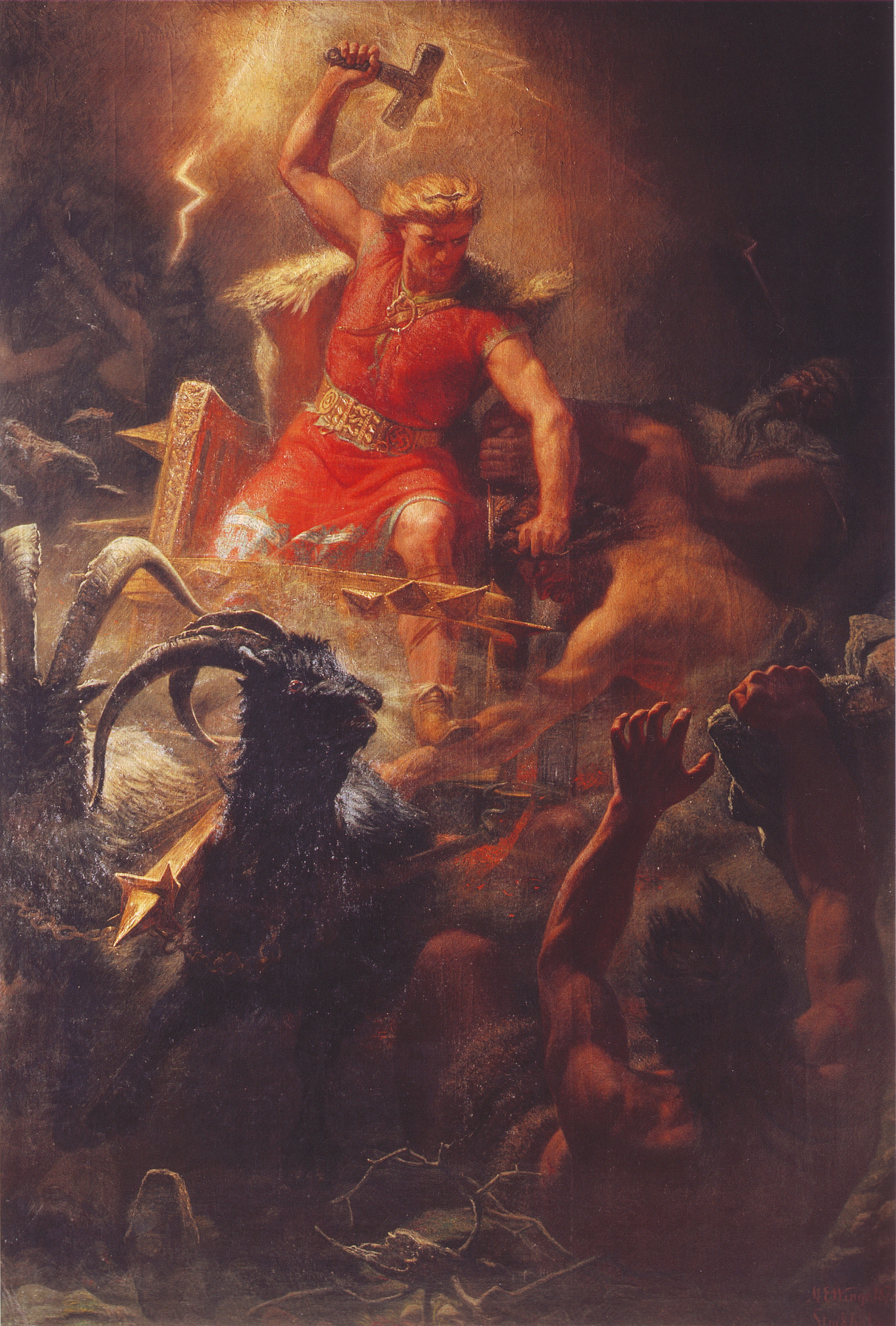
Битва Тора с великанами, худ. Мортен Эскиль Винге (1872 год)

Увидеть Мёгингъёрд можно в работе Мортена Эскиля «Битва Тора с великанами» (1872 год) в Национальном музее Швеции.
	Мегингъёрд. (Megingjord) — аксессуар, который можно найти в игре Valheim. Описание в игре: «Дает владельцу нечеловеческую силу». При надевании игрок получит сообщение: «Вы чувствуете прилив сил». Вес 2.0 ед.  а стоимость его у Хальдора 950 золотых монет. При ношении даёт бонус +150 ед. переносимого веса персонажа.
В японской игре Kamigami no Asobi (2013 год) Тор Мёгингъёрд (яп. トール・メギンギョルズ То: ру Мэгингёрудзу) — скандинавский бог-громовержец. Фамилия Тора в Kamigami no Asobi — имя его мифологического пояса. Тор отличается спокойствием и невозмутимостью, что ему пригождается, когда приходится иметь дело с двумя его давними друзьями Бальдром и Локи. Позже, в 2014 году, Brain’s Base выпустили анимэ на основе Kamigami no Asobi.